# タムラソウ
タムラソウ（田村草、学名：Serratula coronata subsp. insularis ）は、キク科タムラソウ属の多年草 。別名、タマボウキ（玉箒）。

## 特徴
木質の根茎は横に這う。茎は直立し、高さ30-140cmになり、多数の縦線がある。茎葉は互生し、下部の葉は大きく、上部の葉ほど葉柄が短くまたは無柄になり、羽状に全裂し、両面に細毛が生える。アザミ属のような刺は無い。下部の葉には長い葉柄があり、その葉身は卵状長楕円形で羽状に全裂または深裂し、裂片は長楕円形で4-7対になり、縁には粗い鋸歯があって、表面は緑色、裏面は淡緑色になる。最下部の葉柄の長い葉は、花時には枯れて、無い場合もある。
花期は8-10月。紅紫色の頭状花序は径3-4cmになり、数個枝分かれした枝先に上向きにつき、一見アザミ属のように見える。総苞は長さ25mmになる広卵状球形で、総苞片は7列で覆瓦状に密接してつき、外片は広披針形で、中片から内片にいくにしたがい小さくなり、片の先端は鋭く刺状になる。頭花は筒状花だけで構成されており、周辺の一列の小花は長さ25-28mmになり、3-5裂し、雄蕊、雌蕊が無く結実しない。中の筒状花は長さ22-26mmになり、両性花で結実する。花柱の先は2分して反曲する。果実は痩果で、長さ6mmの円柱形で基部は狭くなる。冠毛は長さ11-14mmになる。

## 分布と生育環境
日本では、本州、四国、九州に分布し、山地の草原などに生育する。国外では朝鮮半島に分布する。

## 基本種
分類上の基本種、マンシュウタムラソウ(Serratula coronata subsp. coronata )は、葉の羽状裂片は基部で互いにつづき、葉の表面には基本的に毛が無い。総苞片は黒色か黒紫色を帯びる。シベリア、中国大陸からヨーロッパにかけて広く分布する。

## 名前の由来
和名タムラソウ（田村草）の「語源は不明」であると牧野富太郎は述べている。また、亜種名のsubsp. insularis は「島に生ずる」の意で、基本種のsubsp. coronata がユーラシア大陸に分布するのに対し、本亜種は日本列島と大陸の東の朝鮮半島に分布する。

## ギャラリー
- 最下部の葉柄の長い葉、6月。
- 茎中部の葉。
- 総苞片は7列に覆瓦状に並ぶ。
- 花柱の先端は2分し反曲する。